# Eterscél Mór
Eterscél Mór ("el grande"), hijo de Íar mac Dedad, un descendiente de Óengus Tuirmech Temrach, de los Érainn de Munster fue, según las leyendas medievales irlandesa medieval y la tradición histórica, un Rey Supremo de Irlanda. Sucedió a Eochu Airem.
Aparece en la saga irlandesa Togail Bruidne Dá Derga (la Destrucción del Albergue de Dá Derga). No tiene hijos, y se le profetiza que una mujer de raza desconocida le dará un varón. Encuentra y se casa con la fuerza con la hermosa Mess Búachalla, hija de Étaín y del anterior Rey Supremo Eochu Feidlech (o, en el Tochmarc Étaíne, de su hermano Eochu Airem y su hija con Étaín), que, debido a su concepción incestuosa, había sido expuesto pero encontrado y criado por un porquero y su mujer. Una noche, en la casa de Eterscél, ella es visitada por un desconocido que entra por su ventana en la forma de un pájaro, y tiene un hijo, el futuro Rey Conaire Mór, que es criado como hijo de Eterscél.
Eterscél gobernó cinco o seis años, tras los que fue asesinado por Nuadu Necht en la batalla de Aillenn. El Lebor Gabála Érenn sincroniza su reinado con el del emperador Augusto (27 a. C.– 14 d. C.) y el nacimiento de Cristo, y le hace contemporáneo con reyes provinciales legendarios como Conchobar mac Nessa, Cairbre Nia Fer, Cú Roí y Ailill mac Máta. La cronología de Geoffrey Keating Foras Feasa ar Éirinn data su reinado en 70–64 a. C, y la de los Anales de los Cuatro Maestros en 116–111 a. C.